# 茨城県立那珂湊高等学校

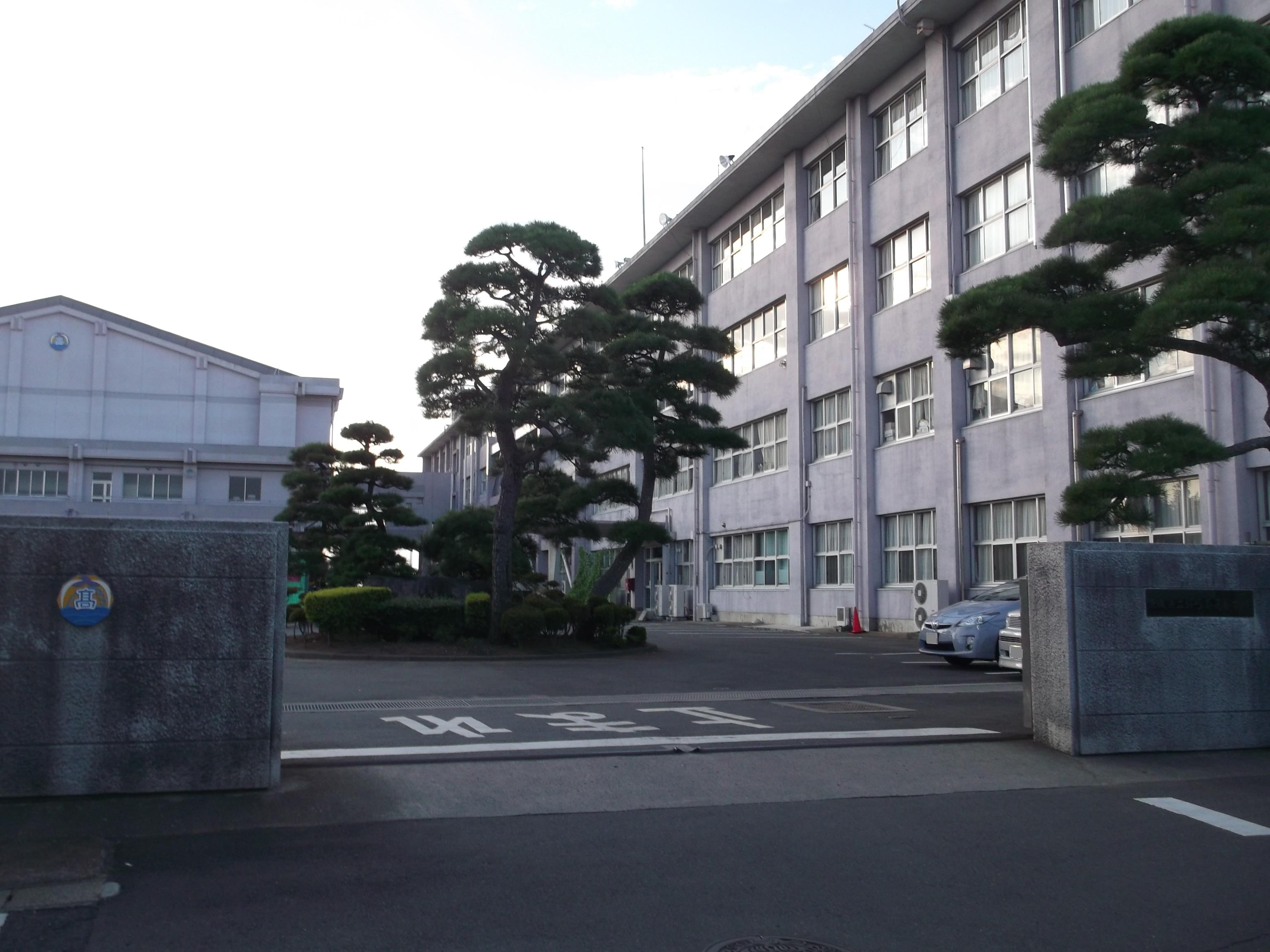
校門

茨城県立那珂湊高等学校（いばらきけんりつ なかみなとこうとうがっこう）は、茨城県ひたちなか市山ノ上町に所在する公立の高等学校。

## 概要
2009年に茨城県立那珂湊第一高等学校と茨城県立那珂湊第二高等学校を併合する形で開校した高等学校。併合前の両校は2011年春を以て閉校となった。現在の校舎はかつての那珂湊第一高等学校の校舎（那珂湊反射炉の跡地の一部）であり、創立記念日を5月15日としているのも同校から引き継いだものである。なおかつての那珂湊第一高等学校は、1948年から翌年まで現校名と同じ「茨城県立那珂湊高等学校」を名乗っていた時期があり、現在の茨城県立那珂湊高等学校は2代目にあたる。

### みなとちゃん
那珂湊高校の生徒が考案した、ひたちなか市那珂湊地区を応援するためのキャラクター。ひたちなか市準公認である。学校公式ウェブサイトにて紹介されている。

## 沿革
- 2009年（平成21年） - 設立。

## 学科
- 普通科
- 商業に関する学科（第2学年以降、以下の科に分かれる）
  - 会計ビジネス科
  - 起業ビジネス科
  - 情報デザイン科

## 部活動
茨城県内では珍しい女子サッカー部、カヌー部がある。

## 出身者
- 大相撲力士 天空海翔馬(幕内 立浪部屋)